# 近鉄鈴鹿線
鈴鹿線（すずかせん）は、三重県鈴鹿市の伊勢若松駅から平田町駅までを結ぶ近畿日本鉄道（近鉄）の鉄道路線。

## 路線データ
- 路線距離（営業キロ）：8.2 km
- 軌間：1435mm
- 駅数：5駅（起終点駅含む）
- 複線区間：なし（全線単線）
- 電化区間：全線電化（直流1500V）
- 閉塞方式：自動閉塞式
  - 交換駅：鈴鹿市駅
- 最高速度：80 km/h[1]

全線、名古屋統括部（旧名古屋営業局）の管轄である。

## 運行形態

### 定期列車
1時間あたり朝・晩は3本から4本、日中・早朝・深夜は2本運転されている。平日朝の主に鈴鹿市駅周辺の官公庁への出勤者向けの時間帯に名古屋線直通の近鉄四日市発鈴鹿線平田町行き急行（停車駅は塩浜駅・伊勢若松駅と鈴鹿線内各駅）が1本設定されているほかは、大多数がワンマン運転による線内折り返し運転の普通列車であるが、前述の急行折り返しの際や伊勢若松駅に到着後に回送列車になる場合などは車掌が乗務する。
名古屋線直通列車は、ワンマン化直前の1998年3月ダイヤ変更まで近鉄四日市駅発着の普通が1時間あたり1本運転されていたほか、1988年までは近鉄名古屋駅発着の急行も昼間時に1時間あたり1本運転されていた。また、1983年3月18日のダイヤ変更前までは準急も近鉄名古屋駅発着で直通運転しており、こちらも線内は各駅に停車していた。
ワンマン列車であっても鈴鹿線内では全ての駅でホーム側の全てのドアが開く。無人駅の柳駅と三日市駅ではPiTaPa、ICOCAなどのICカードは簡易改札機による対応で、乗車券利用の場合は一番前の扉から下車する形になる。

### 臨時列車
F1日本グランプリが鈴鹿サーキットで開催される場合、平田町駅が最寄駅の一つとなるため、決勝日に近鉄名古屋行きの臨時急行が運転される場合があった。
大晦日から元日にかけての終夜運転は、鈴鹿線では近年実施されておらず、始発列車の繰り上げのみ実施している。

## 使用車両

### 現用車両
ワンマン運転列車には以下の車両が使用され、同じ三重県内のワンマン支線区である湯の山線と共通運用である。特急形・団体専用車両は臨時団体列車以外では入線しない。
- 1010系（ワンマン対応編成のみ）
- 2000系（ワンマン対応編成のみ）
- 2444系（2430系のワンマン改造編成）

ただし、前述の名古屋線から直通する急行とその折り返し普通は車掌乗務のため、上記以外のワンマン対応改造が行われていない3両編成（1000系や2800系、2050系など）が入線する場合がある。

### 過去の車両
- 1200系（現・1201系）（ワンマン運転開始まで運用）
- 1230系（同上）
- 1430系（同上）
- 1600系（同上）
- 1800系（同上）
- 1810系（同上）
- 1480系（ワンマン運転開始以前および名古屋線直通急行で入線）
- 2470系（同上）
- 2680系（同上）

改軌当初は近鉄名古屋直通運用など、一部の運用で大阪線所属車両も入線していた時期もあったが、現在は原則として行われていない。

## 歴史
元は伊勢鉄道（後の伊勢電気鉄道）により、神戸城の城下町であった神戸町（現・鈴鹿市の一部）に通じる支線として敷設され、長く伊勢神戸駅（のち鈴鹿市駅）止まりのローカル線であったが、太平洋戦争後の1950年代に鈴鹿市で工場誘致施策が進展、市街地西方に大規模な工場進出が相次いだことから、通勤輸送のため平田町延伸が実現した経緯を持つ。
- 1925年（大正14年）12月20日：伊勢鉄道神戸支線として伊勢若松 - 伊勢神戸（現・鈴鹿市）間が開業。
- 1926年（大正15年）9月12日：伊勢鉄道が伊勢電気鉄道に社名変更。
- 1926年（昭和元年）12月26日：全線電化。
- 1936年（昭和11年）9月15日：参宮急行電鉄が伊勢電気鉄道を合併。伊勢神戸線となる。
- 1941年（昭和16年）3月15日：大阪電気軌道が参宮急行電鉄を合併、関西急行鉄道に改称。路線名を神戸線に改称。
- 1944年（昭和19年）6月1日：関西急行鉄道が近畿日本鉄道に社名変更。
- 1959年（昭和34年）11月23日：名古屋線に合わせて全線標準軌に改軌。改軌準備工事の際に重量級の大阪線車両が入線可能となるように路盤の強化も実施された。
- 1963年（昭和38年）4月8日：鈴鹿市 - 平田町間が開業。神戸線を鈴鹿線と改称。伊勢神戸駅を鈴鹿市駅に改称。
- 1968年（昭和43年）10月17日：ATS使用開始。
- 1995年（平成7年）3月16日：最高速度を65km/h→80 km/hに引き上げ、所要時間を1分短縮[2]。
- 1998年（平成10年）6月13日：ワンマン運転開始[3]。
- 2007年（平成19年）4月1日：各駅でPiTaPa・ICOCAの取り扱い開始。
- 2008年（平成20年）8月12日：三日市駅で、伊勢若松発平田町ゆき普通電車の車両の床下機器が焼損、車内の座席および天井の一部が焦げる事故が発生[4][5]。
- 2010年（平成22年）4月1日：伊勢若松駅 - 平田町駅間の全線で名古屋列車運行管理システム「KRONOS」（クロノス）の運用開始[6]
- 2012年（平成24年）3月20日：昼間時毎時3本から2本に減便。
- 2013年（平成25年）7月13日：8月13日にかけての毎週火曜日に相次いで停電が発生し、列車が運休。当線に電力を供給する名古屋線沿いの送電線にヘビ（1・3回目はアオダイショウ、2回目はシマヘビ）が絡み付き、ショートを起こしたのが原因とされる[7]。

## 駅一覧
- 全駅三重県鈴鹿市内に所在。
- 急行・普通列車とも鈴鹿線内は各駅に停車。急行は平田町行きのみ運転。
- 急行の名古屋線内の停車駅は近鉄名古屋線を参照。
- #：交換可能駅

| 駅番号 | 駅名       | 駅間キロ | 営業キロ | 接続路線                                                   |
| ------ | ---------- | -------- | -------- | ---------------------------------------------------------- |
| L29    | 伊勢若松駅 | -        | 0.0      | 近畿日本鉄道：E 名古屋線 (E29)（近鉄四日市駅まで直通運転） |
| L30    | 柳駅       | 2.2      | 2.2      |                                                            |
| L31    | 鈴鹿市駅#  | 1.9      | 4.1      |                                                            |
| L32    | 三日市駅   | 2.1      | 6.2      |                                                            |
| L33    | 平田町駅   | 2.0      | 8.2      |                                                            |

- 柳駅と三日市駅は無人駅。

## 沿線
- 三重県道553号伊勢若松停車場神戸地子線
- 金沢川
- 三重県道54号鈴鹿環状線（中央道路）

## その他
- 神戸支線時代には伊勢神戸駅から伊勢若松駅を通じて四日市駅、津新地駅へ向かう列車が存在した。また神戸支線の計画段階では、当時西名張駅と伊賀上野駅を結んでいた伊賀鉄道伊賀線との接続も構想にあった[8]。
- 隣の亀山市に新駅の建設が予定されるリニア中央新幹線計画に関連して、鈴鹿市長の末松則子は、鈴鹿線の亀山市への延伸を近鉄に要請する意向を示している[9][10]。